# 徳光雅英
徳光 雅英（とくみつ まさひで、1967年2月18日 - ）は、福島中央テレビのチーフアナウンサー（報道制作局専任部長）。

## 略歴
千葉県千葉市出身。早稲田大学卒業。1990年に福島中央テレビに入社し、同局のアナウンサーになる。
主にサッカー中継をライフワークとしており、特に高校サッカーの実況を入社以来20年以上務めた。
2011年3月11日の東日本大震災発生直後の14時52分、わずか6分で報道スタジオから第一報を伝え、福島県内各地の被災状況や給水・支援物資についての情報などを暫く伝えた。以来ニュースやローカル情報番組を通じて、福島の現況を唯一伝え続けてきたアナウンサーでもある。2018年3月12日に日本テレビ制作の情報番組『PON!』に生出演し、特に自らも中継を実況し思い入れのあるJヴィレッジについて「（福島第一）原発事故で明らかに風景が変わった。そこで見た風景の変わり様にびっくりし、ショックだったし、悲しかった」と語った。
近年は報道制作局アナウンス部長も務めた。

## 人物
大学時代には教員を目指しており、教壇に立った日のことを考えてアナウンス研究会に入会した。そこでの活動を通じ、次第に関心がアナウンスそのものへ移っていったことからアナウンサーの道を選んだ。
フリーアナウンサーのジャックあまのは先輩にあたる。

## 担当番組
- スポーツ中継[1]（高校サッカー福島県大会など）
- ズームイン!!朝![1] - 中継キャスター（1995年 - 2001年）
- 輝いて…土曜日 - メインMC（1993年4月3日 - 1994年3月）
- ゴジてれシャトル - サブMC（1994年10月 - 1995年3月）
- アメリカ横断ウルトラクイズ in てんえい[1]
- ズームイン!!SUPER - 中継キャスター（2001年 - 2008年）
- ゴジてれ金曜スタイル - 18時台メインキャスター（2006年5月 - 2008年3月）
- ゴジてれ Chu !
  - メインMC → サブMC
    - 全曜担当（2008年5月26日 - 2017年9月29日）
    - 月・火曜担当（2017年10月2日 - 2019年4月30日）

  - コーナー担当
    - 木曜「しなだマン＆徳光のぶらカメ」リポーター（しなだマンと交互に担当）